# Taiwanmerel
De taiwanmerel (Turdus niveiceps) is een algemeen in bossen voorkomende lijster uit het geslacht Turdus. De soort komt voor in Taiwan. De vogel werd lang beschouwd als een van de vele ondersoorten van de eilandmerel (T. poliocephalus).

## Kenmerken
De vogel is 23 cm lang. De taiwanmerel ziet eruit als een typische lijster. Het mannetje is zwart van boven met een witte kop en keelstreek. De buik is donker oranje, naar boven toe overgaand in bijna zwart. Het vrouwtje is doffer gekleurd met donkerbruin en een licht grijsbruine kop. Vergeleken met de eilandmerel vertoont deze soort een veel sterkere seksuele dimorfie.

## Verspreiding en leefgebied
De vogel is endemisch op Taiwan en komt voor in het centrale bergland. De leefgebieden liggen in natuurlijk bos op hoogten tussen de 1000 en 2500 meter boven zeeniveau.